# عارف المسعر
عارف مفضي المسعر (1978- 2010)، أديب وباحث وتربوي سعودي، من أبرز أدباء ومثقفي الجوف، ساهم في تأسيس التربية والتعليم فيها، إذ كان المدير العام السابق للتعليم في المنطقة، وأمينًا عامًا لمجلس منطقة الجوف، وعضوًا في المجلس الثقافي بدار الجوف للعلوم، وعضوًا في جمعية الناشرين السعوديين، فقد أسس دار (معارف العصر للنشر والتوزيع)، وتولى إدارتها بعد تقاعده، حيث تفرغ للعمل الفكري والتأليف، وصدرت له 3 مؤلفات، منها كتاب (التوجيه التربوي: أهميته، مفهومه، أهدافه).

## حياته
ولد في سكاكا عام 1978، وفيها نشأ وتلقى تعليمه، ثم التحق بجامعة الملك سعود في الرياض ليدرس في كلية الآداب، وتخرج فيها بشهادة اللغة العربية عام 1970، وعاد إلى الجوف فتدرج في وظائف السلك التعليمي، حيث بدأ مشواره المهني بصفته معلمًا، ثم مفتشًا إداريًا في إدارة تعليم الجوف، ثم مديرًا لتعليم الجوف، وأخيرًا مديرًا عامًا لها عام 1995، وفي عام 1996 شغل منصب الأمين العام لمجلس منطقة الجوف، وكانت تلك آخر وظيفة حكومية يشغلها، وأثناء تدرجه الوظيفي كان يكمل دراساته العليا فحصل على الماجستير من جامعة عين شمس بمصر عام 1980، وفيها حاز الدكتوراه عام 1984، كما تولى أمانة جمعية البر الخيرية بالجوف، وترأس لجنة رعاية السجناء فيها، وشغل منصب نائب رئيس لجنة رعاية المعاقين في منطقة الجوف، وبعد تقاعده تفرغ للعمل في دار (معارف العصر) التي أسسها وأدارها بنفسه.

## مؤلفاته
- التوجيه التربوي: أهميته، مفهومه، أهدافه.
- منطقة الجوف.
- فصل من تاريخ وطن وسيرة رجال، عارف المسعر، وعبد الرحمن السديري.[1]
- الجوف وادي النفاخ، عارف المسعر، وعبد الرحمن السديري.
- الإسلامي في فلسفة الغزالي (للناشئين)
- الشيخ فيصل بن عبد العزيز آل مبارك (مدرسة ذات منهج).[2]